# Dąbrówka Zabłotnia
Dąbrówka Zabłotnia – wieś w Polsce położona w województwie mazowieckim, w powiecie radomskim, w gminie Kowala. Ma status sołectwa.
Prywatna wieś szlachecka Zabłotna Dąbrówka, położona była w drugiej połowie XVI wieku w powiecie radomskim województwa sandomierskiego. W latach 1975–1998 miejscowość administracyjnie należała do województwa radomskiego.
Wierni Kościoła rzymskokatolickiego należą do parafii św. Wojciecha w Kowali.
| SIMC    | Nazwa   | Rodzaj    |
| ------- | ------- | --------- |
| 0626969 | Załawie | część wsi |

W miejscowości jest przystanek kolejowy Dąbrówka Zabłotnia.

## Historia
Wieś powstała w XIV w. Zapiski herbowe z 1377 informują o Piotrze z Dąbrówki pisarzu Ziemskim sandomierskim. Piotr z Dąbrówki pieczętował się herbem Nieczuja. W 1416 wieś należała do braci: Stanisława i Marcisza. Kolejnymi znanymi dziedzicami wsi byli: Mikołaj, Jakub, Paweł i Prokop herbu Nieczuja, wymienia się ich w latach 1422-1444. Mikołaj Serafin w 1410 r. został ławnikiem krakowskim a w 1444 r. wójtem Przemyśla.. Nazwa tej miejscowości wywodzi się od słowa "dąbrowa" czyli słowa oznaczającego las sosnowy oraz od słowa "nabłotny" czyli miejsca leżącego "za błotem".
Wzmianki źródłowe z XVI w. różnie zapisują nazwę miejscowości. W 1516 r. było to Zablotna Dambrowska a w 1529 Dabrowska Zablothna. W końcu XV w. notowany jest Andrzej herbu Nieczuja dziedzic Dąbrówki. Potomkowie Andrzeja dziedzicząc wieś przyjęli nazwisko Dąbrowscy od nazwy rodowej wsi. W 1508 r. dziedzicem wsi był Jakub Dąbrowski, a spis z 1569 r. przekazuje, że właścicielem wsi byli: Andrzej Dąbrowski oraz Stanisław i Katarzyna Dąbrowscy. Niedługo później cala Dąbrówka dostała się w ręce możnego rodu Parysów z Mazowsza. Potem, tak jak wiele wsi w okolicy, Dąbrówka Zabłotnia należała do Piaseckich i Rudzkich, a w końcu XVIII w. do Czermińskich.
W 1827 r. we wsi naliczono 15 domów mieszkalnych i 109 mieszkańców. Majątek ziemski Dąbrówka Zabłotnia obejmował w pierwszej połowie XIX w. folwarki Dąbrówka i Helenów, liczył 645 mórg obszaru. W majątku były dwa budynki murowane i 10 drewnianych. Były tu pokłady wapienia, które tu eksploatowano i przerabiano przy pomocy piecy wapiennych. W drugiej połowie XIX w. majątek Dąbrówka Zabłotnia został rozparcelowany między chłopów. Mieszkańcom Dąbrówki Zabłotniej wyznaczono 18 działek rolniczych na 137 morgach ziemi a mieszkańcom Helenowa 9 działek rolniczych na 170 morgach ziemi. Pozostała część ziemi folwarcznej w Dąbrówce została sprzedana kolonistom. Dąbrówka Zabłotnia należała od 1864 r. do gminy Kowala.
Według spisu z 1921 r. Dąbrówka Zabłotnia wieś liczyła 30 budynków mieszkalnych a Dąbrówka Zabłotnia Kolonia liczyła 23 domy mieszkalne. W skład sołectwa wchodzi przysiółek Załawie, osada powstała w drugiej połowie XIX w. na obszarze jednego z okolicznych folwarków. Załawie istniało na pewno w 1884 r., gdy zostało wymienione wśród wsi należących do gminy Kowala. W 1921 r. było tu 10 domów mieszkalnych.